# Epuraea longipennis
Epuraea longipennis är en skalbaggsart som beskrevs av Sjöberg 1939. Epuraea longipennis ingår i släktet Epuraea, och familjen glansbaggar. Arten är reproducerande i Sverige.